# 新竹公園
新竹公園是位於新竹市東區佔地約13公頃的公園，地處名為「枕頭山」的山丘。枕頭山一帶在日治時期被改建為公園，於1925年完工開放，是目前新竹市內最大的公園，而新竹公園內的新竹動物園設有「枕頭山登頂紀念牌」作為紀念。
2017年8月9日，新竹公園與其週邊設施進行再生工程，於2018年9月29日完工啟用。其餘部分設施如新竹市田徑場於2020年9月17日改建完畢，孔廟廣場於2020年9月30日隨著2020台灣設計展開幕而啟用。

## 歷史

### 枕頭山沿革
新竹公園位於新竹市區東南側海拔高度55公尺的「枕頭山」，是新竹公園的最高點，亦為著名的古戰場，其名字今新竹車站後站一帶的古地名「枕頭山腳庄」。此處附近在清代即有設置新竹車站，時稱「新竹火車票房」，為一土造閩南式建築，約在今日玻璃工藝博物館之位置。根據《新竹縣誌》的記載，此處附近亦為當時憲兵隊址。因地勢居高臨下，可遠眺竹塹城，於1895年乙未戰爭時是日軍架設大砲攻打竹塹城的地方。1895年6月，北白川宮能久親王率軍自台北南下，新竹的抗日人士得知消息後，姜紹祖、吳湯興和徐驤率於1895年7月7日領義軍數百人，鍾石妹從竹東募義勇軍二營駐紮二重埔，苗栗黃南球進入十八尖山，多支義勇軍伺機反攻新竹城。原計畫由姜紹祖攻東門，傅協台攻南門，但因傅協台兵敗退鎮，姜紹祖於7月10日於枕頭山被迫投降，隔日於獄中因聽信蕭阿油，吞食鴉片膏自盡。

### 新竹公園設立

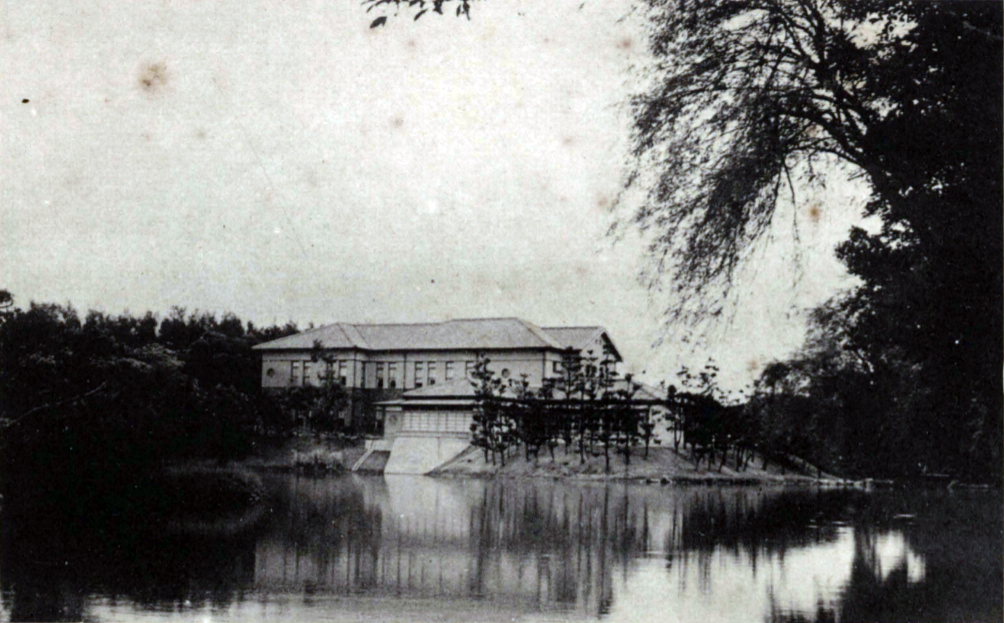
日治時期的新竹公園，圖中建築為湖畔料亭。

於1915年，新竹廳當局考量新竹街人口已達17,321人，但市區內尚無可供公共休憩的空間，故配合市區改正實施，由時任廳長三村三平向臺灣總督府申請設立公園。新竹公園最初計畫設置於市區中心鄰近新竹廳廳舍，現今新竹生活美學館（原新竹公會堂）所在的街廓，為一座四方形的公園；從當時的計畫可知，公園內的設施有已落成的俱樂部及新竹武德殿。
但後來將公園地點改至枕頭山腳一帶的丘陵地，面積約50,000坪。然而在開始籌措公園建設經費時，因適逢第一次世界大戰的經濟不順，直到1919年才逐漸完成公園整地、園內橋梁及道路鋪設、及樹木種植，並於1921年4月開園。園內設有池塘、運動場、游泳池等設施。新竹公園內陸續設立各種設施，如1930年代設立的新竹公園湖畔料亭、新竹州自治會館（今玻璃工藝博物館）、新竹觀測所、新竹兒童遊園地。而新竹兒童遊園地為臺灣當時三大兒童遊園地之一，還設有動物園。1934年，在公園內設有「殉職警察招魂碑」，以紀念過去在新竹州地區殉職的1,914名警察。
另外，新竹市在1935年實施町名改正時，新竹公園一帶因鄰近公園而被劃為「花園町」。新竹市於1927年在十八尖山設有「新竹森林公園」，為新竹市的第二座公園。

### 戰後發展
新竹公園於戰後改稱「中山公園」，園內的池塘改稱麗池，其西側綠地也被稱為「麗池公園」。而原公園內的料亭被改為空軍醫務隊、空軍子弟小學及空軍十一村，公園內亦設置了中廣新竹電台。1958年，新竹孔廟遷建至新竹公園內。1959年，公園東側的新建了新竹市立體育場以舉辦台灣省運動會，然而會後在此處設立了臺灣省立體育專科學校新竹分部，直到1980年遷回台中。

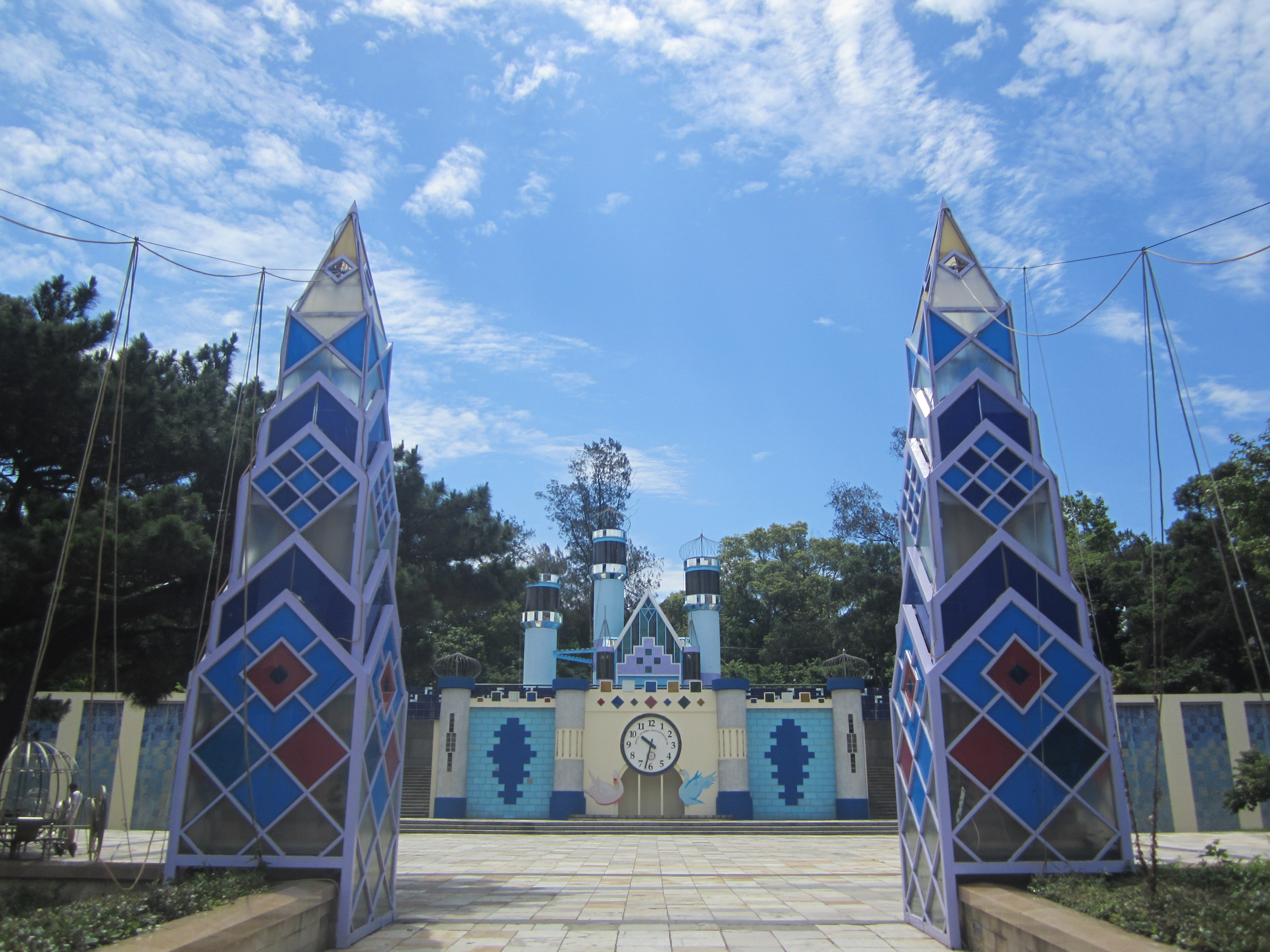
2014年的新竹公園入口
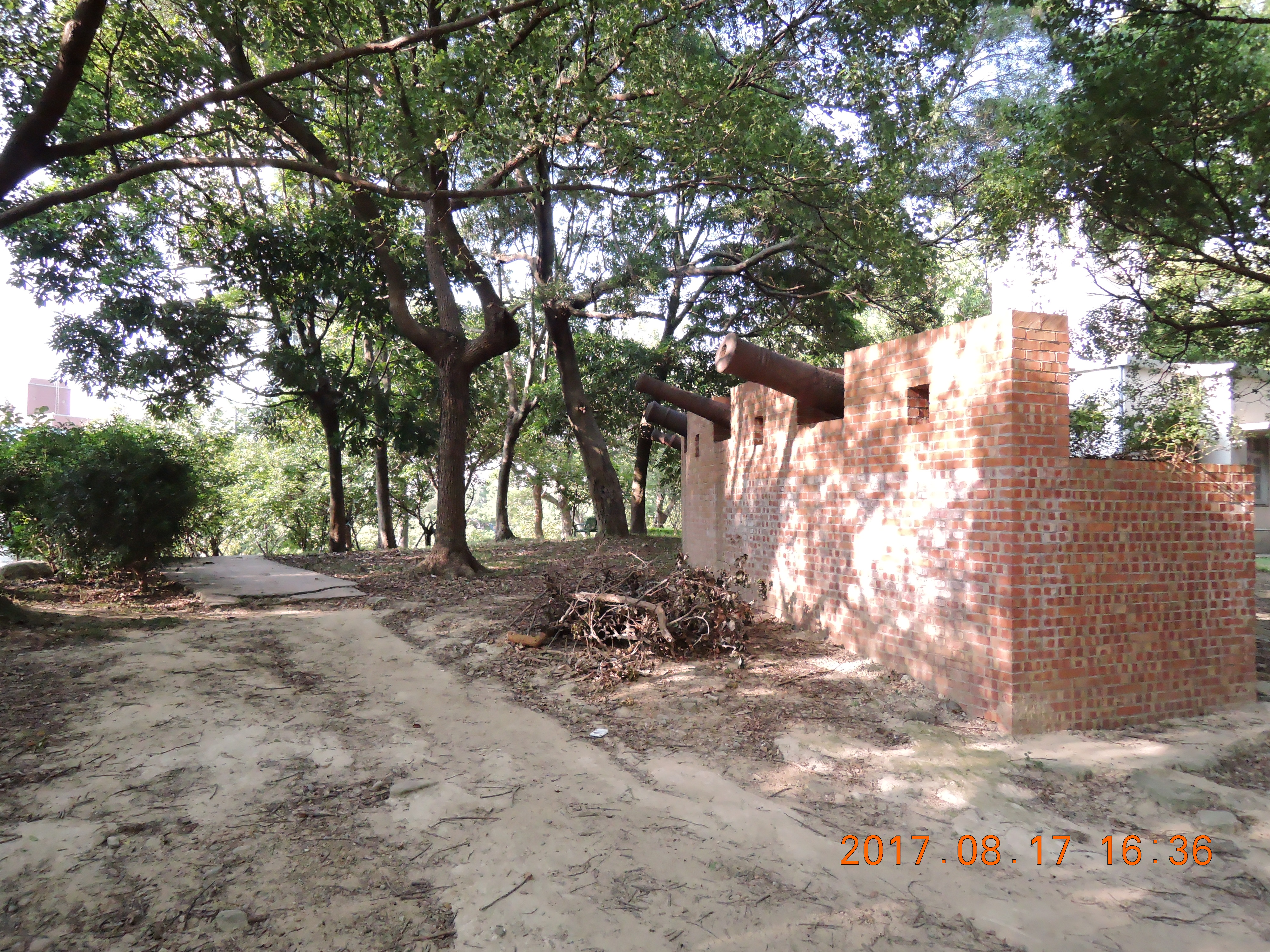
新竹公園砲台
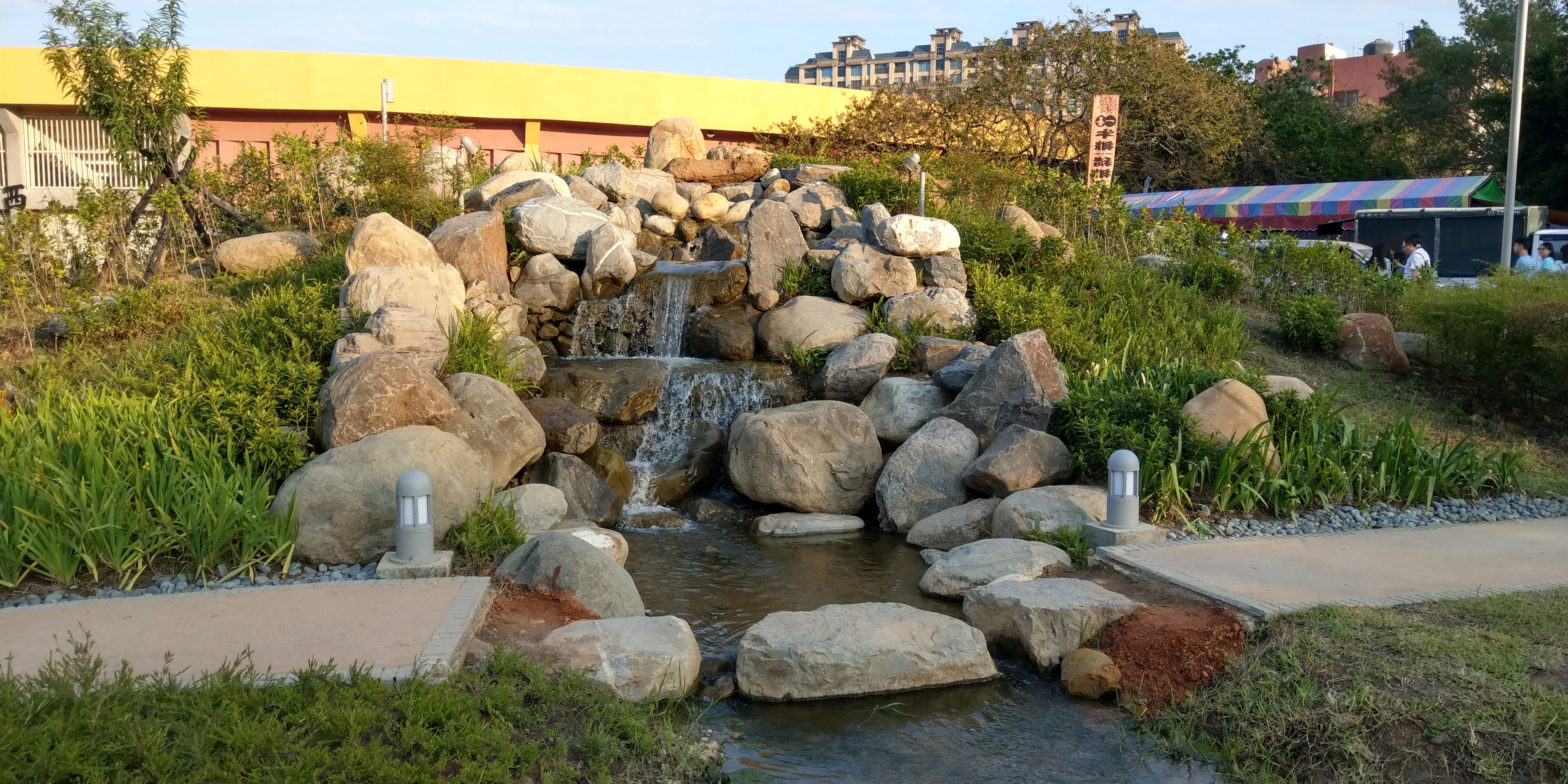
2018年改建後麗池園林造景
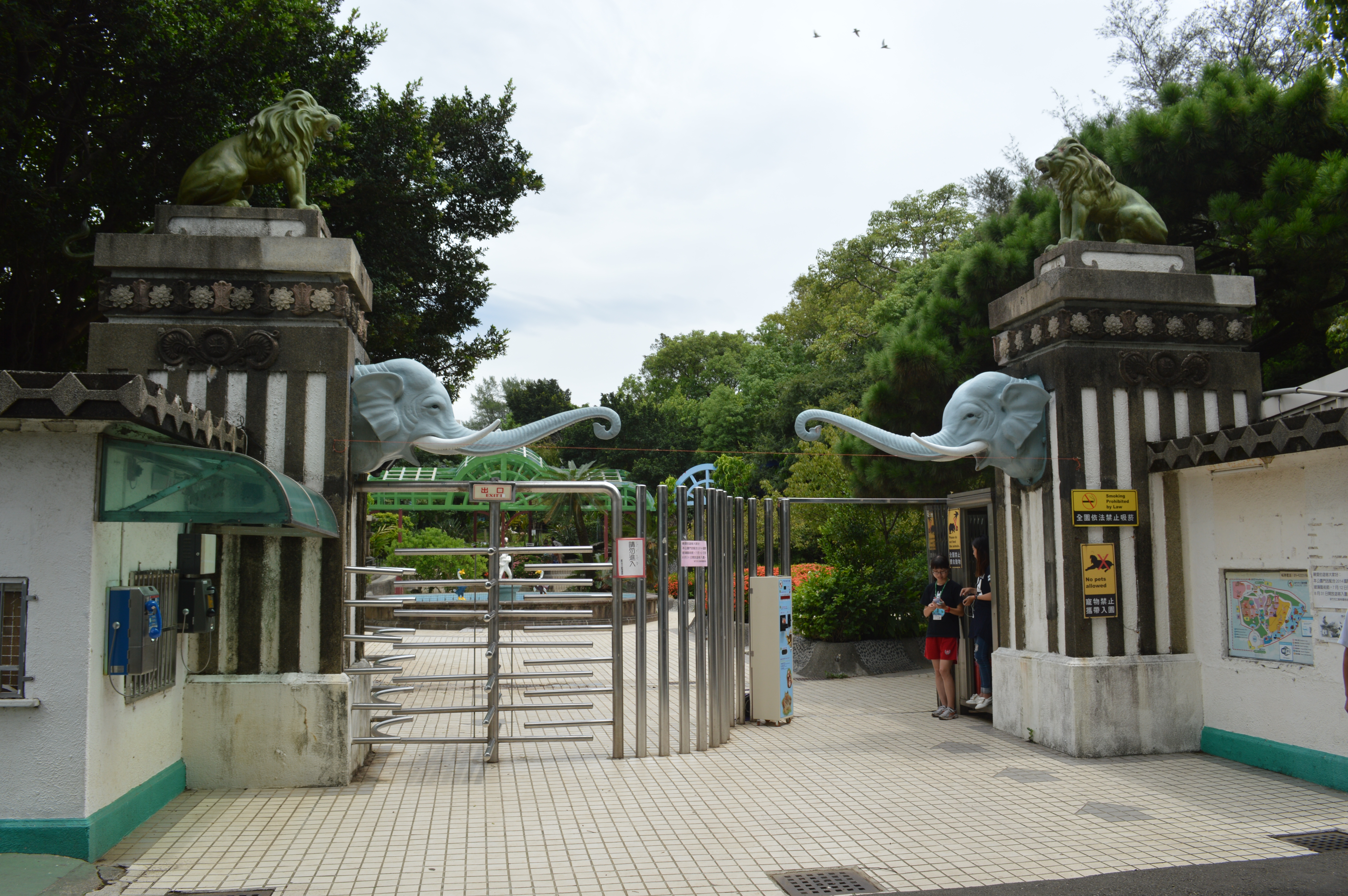
新竹市立動物園
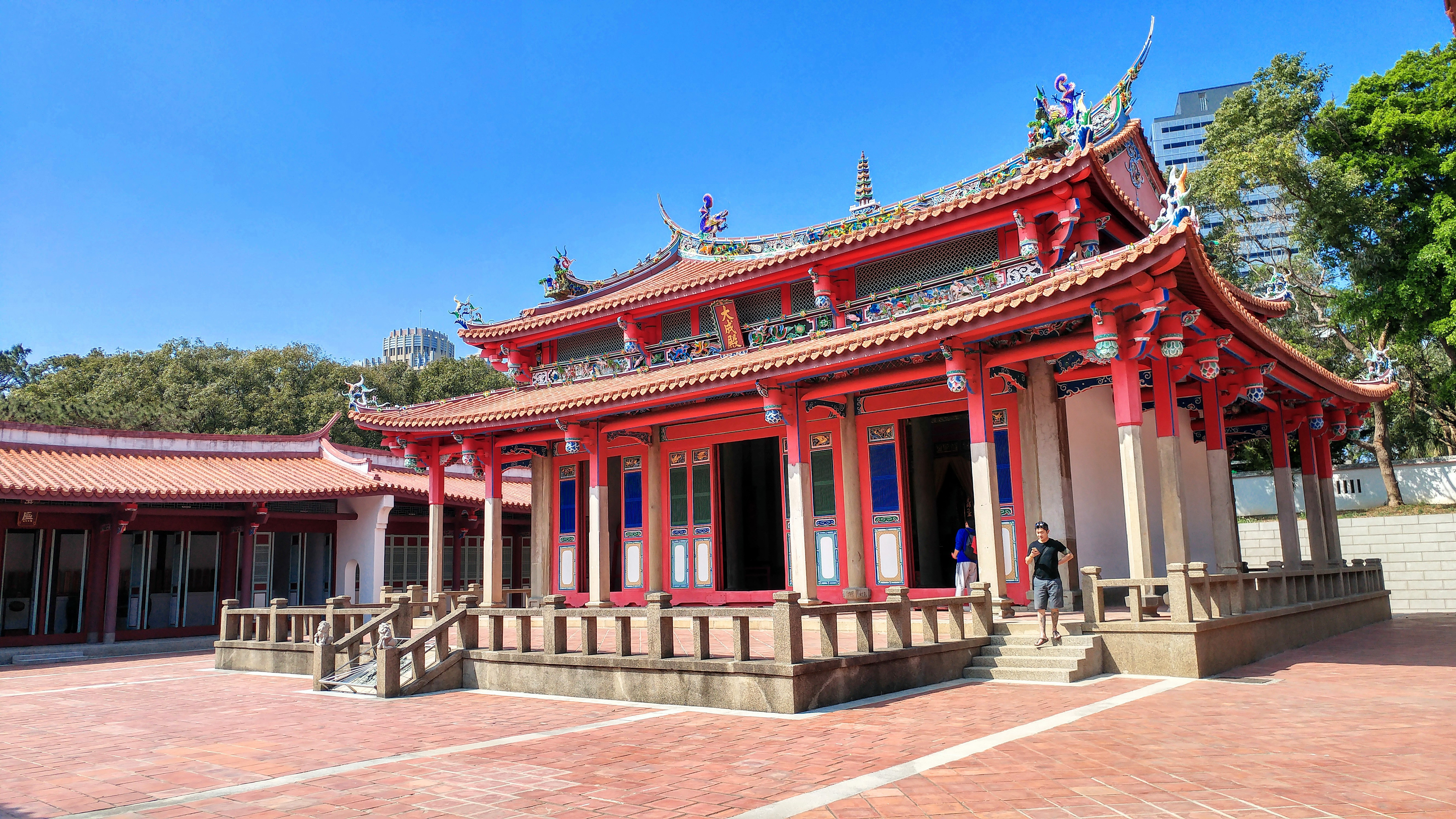
新竹市孔廟
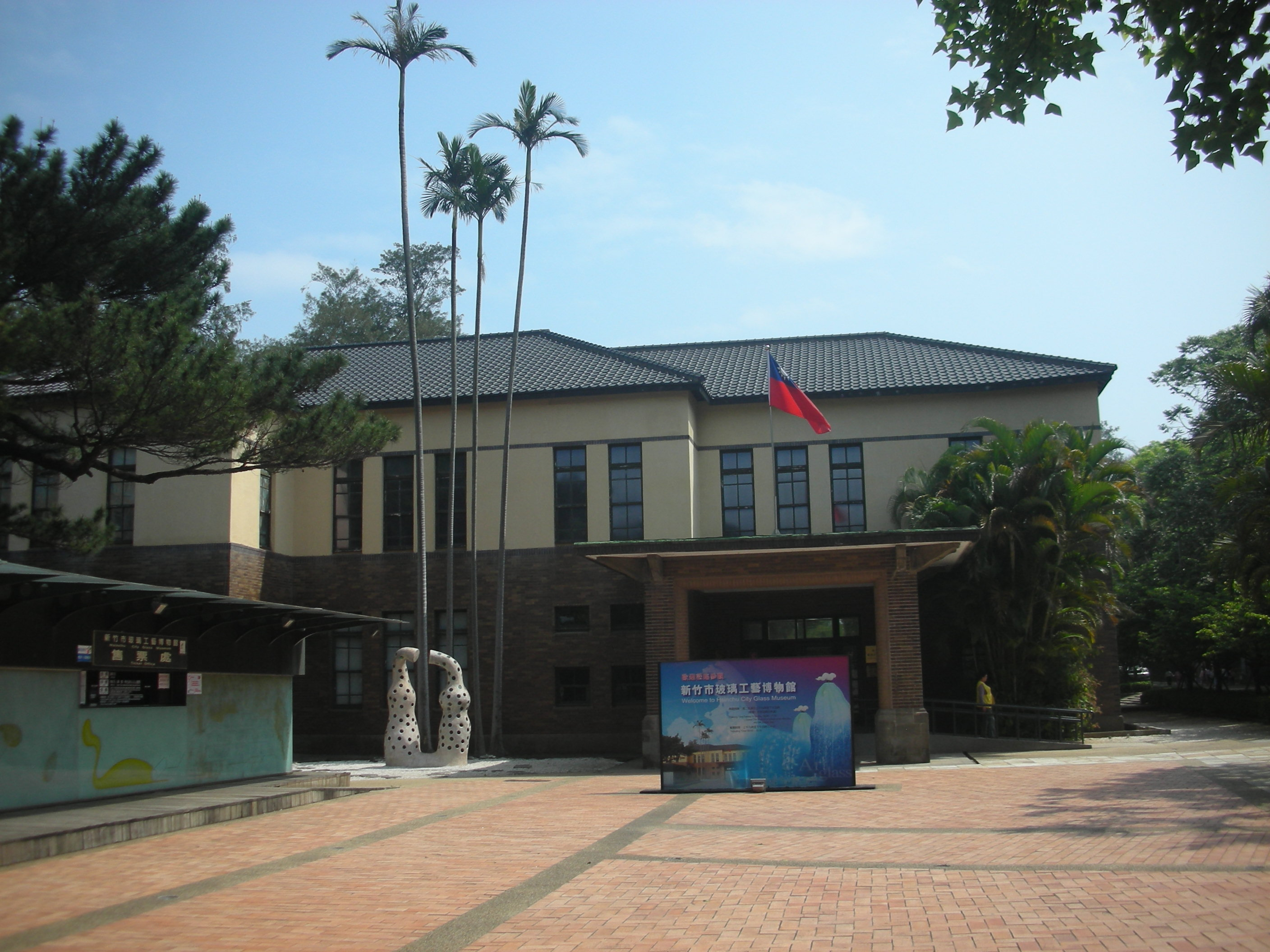
新竹玻璃工藝博物館
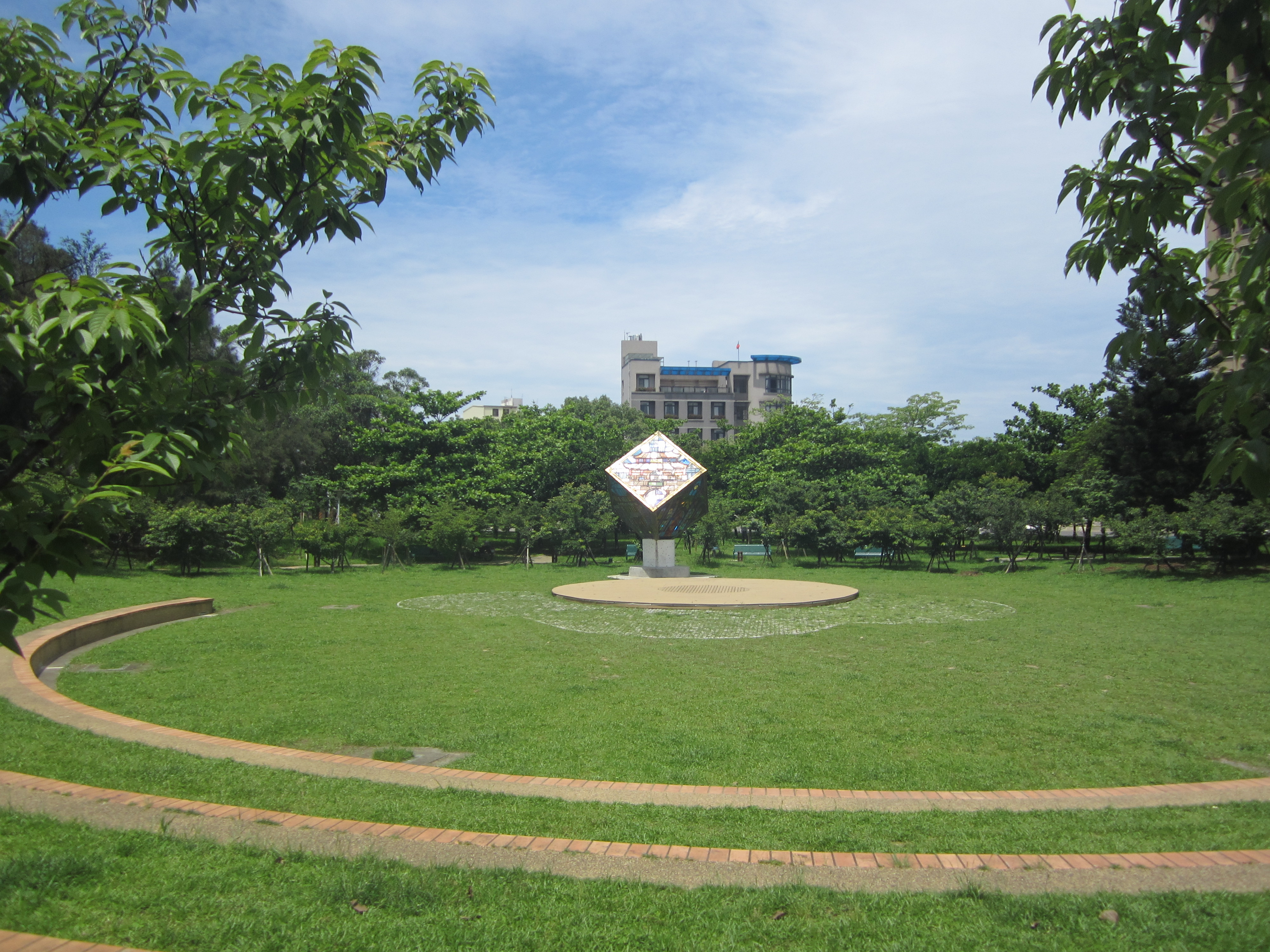
2014年的溜狗公園
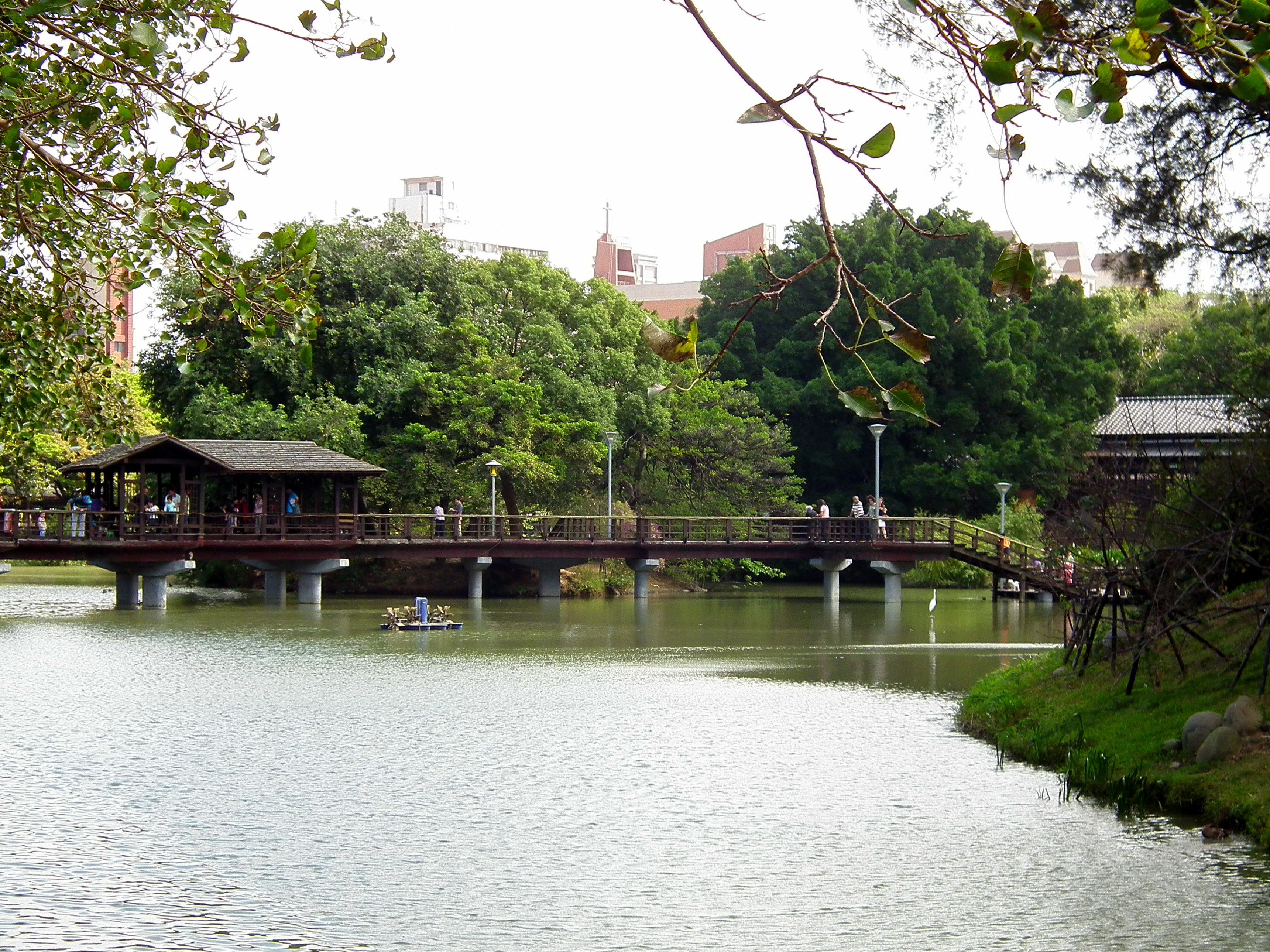
麗池

## 園內景點
- 新竹孔廟（歷史建築）：孔廟前設有孔廟廣場，2000年代夏天時還可噴水，為一簡易水上遊樂設施。平日早晨是民眾的健身場所，有時亦會供飛颺直排輪作練習場。
- 新竹市立動物園（歷史建築）：新竹市立動物園是全台灣三座公立動物園的其中之一，為全台灣現存最古老的動物園。於2017年5月29日起進行整修工程，後於2019年12月28日重新開放。
- 新竹市立玻璃工藝博物館（歷史建築）：新竹公園中的博物館，展示新竹名產玻璃。
- 新竹觀測所（歷史建築）：為因應1935年發生的新竹台中大地震，1937年建於新竹公園內地勢較高處，舊稱枕頭腳山[14]。戰後仍作為氣象觀測站，直至1991年遷往竹北，而原建築則移交新竹市政府。[15]
- 新竹公園湖畔料亭（歷史建築）：為昭和6年（1931）新建四棟「市營休憩所」。昭和10年(1935)，為配合「始政四十周年紀念臺灣博覽會」進行休憩所的擴建，料亭也成了市內最頂級的庭園式休憩場所。今有一間作為姊妹市館，其餘作為玻璃藝術節時使用。2018年改建後成為餐廳。
- 麗池公園：新竹公園中以麗池為中心的一座小公園，旁有玻璃藝術節時會使用的三間木房及姊妹市館。麗池上有九曲橋，民眾可在該處餵魚。但是麗池優養化嚴重，故水面混濁。於2015年11月底清除汙泥。
- 新竹假日花市：假日中午營業至晚上七點左右，使用場地是新竹市田徑場周圍空間。
- 新竹市田徑場與市民廣場：原新竹市立體育場[3]
- 新竹市立體育館：曾為2017年夏季世界大學運動會比賽場地，新竹兒童遊園地原址
- 弎界萬虛碑（古物）：亦稱「無量壽碑」，位於動物園內，為紀念新竹公園開闢時將發掘之無名骨另祀之事，碑文由李逸樵所書[16]。
- 風 live house：原新竹市風城願景館，其前身為「空軍工程聯隊禮堂」舊址，原建築興建於民國四十八年，原屬空軍工程聯隊集會與康樂表演的場所。
- 麗池園林：新竹市立游泳池原址，因建物設備老舊、未取得執照而拆除[17]，改建成日式庭園景觀以與一旁的湖畔料亭連成一氣[18]
- 圓形廣場：原溜狗公園，最初為新竹空軍工程聯隊用地，2008年撤除[19]
- 遊樂區：原為一般罐頭遊樂器材，2019年4月3日改建後有最著名之大沙坑[20]
- 玻璃工坊：比鄰玻璃工藝博物館，為玻璃實作的展示場，2019年改建完成後由春池玻璃經營[21]

## 交通[22]
- 公園站
  - 新竹市公車藍線、藍1、2路、31路、71路、72路、73路、182路、世博5號
  - 新竹客運5608
  - 亞聯客運1728
  - 國光客運1804、1822、1865、1866
  - 豪泰客運2011
  - 新竹客運/三重客運9003
  - 新竹客運/台中客運9010
  - 日豪客運1250
- 學園商場站：新竹市公車藍線、藍1、2路、31路、83路
- 體育館站：新竹市公車世博3號
- 博愛街口站：新竹市公車2路
- 體育場站：新竹市公車世博3號
- 後站(公園路口)站
  - 新竹市公車世博3號、71路、72路、73路
  - 新竹客運5602、5603

## 展覽或活動用地
- 玻璃藝術節
- 新竹市國際地景藝術節- 後新竹時代 (2016年)
- 城市躲貓貓 (2019年)
- 2020台灣設計展
- 2021台灣燈會

### 書目
- 《新竹市精密地圖集》，新竹市政府出版，2009年版
- 《桃竹苗都會圈地圖王》，戶外生活圖書公司出版，馬路灣主編，2005年10月版
- 《文化科技花園城市：新竹市觀光手冊》，新竹市政府出版，姚霞芬、何儀琳、林柏成著，2009年版

## 外部連結
- 網路百科 (中文世界大典)-新竹公園
- 中文世界大典-新竹公園 （页面存档备份，存于）
- 世界旅遊-新竹公園